# Rheinpfalz (Schiff, 1909)
Die Rheinpfalz ist ein ehemaliges deutsches Fahrgastschiff.

## Geschichte
Über die Geschichte des Schiffes sind verschiedene Versionen im Umlauf. Laut Dieter Schubert wurde das Schiff 1909 bei Sachsenberg in Roßlau an der Elbe als Dampfschiff gebaut und 1955 bei Fiebig in Berlin motorisiert. Es trug zunächst den Namen Dorothee. Nach Angaben Kurt Groggerts ist das Schiff aber noch älter und soll bereits um 1890 von den Gebrüdern Sachsenberg in Dessau gebaut worden sein. Übereinstimmend wird aber auch hier angegeben, dass das Schiff zunächst den Namen Dorothee trug und einen Dampfantrieb hatte. Laut Groggert war die Dorothee zeitweise bei der Reederei Willi Bittkow im Einsatz und wurde 1955 von Kurt Hinze gekauft, der dann den Umbau bei der Fiebig-Werft in Spandau veranlasste. Die Schale des Schiffes, das ab 1956 den Namen Rheinpfalz trug, wurde dabei verbreitert. Das Schiff, damals 23,34 Meter lang und 5,32 Meter breit, wurde laut Groggert im Jahr 1965 bei den Deutschen Industriewerken ein weiteres Mal umgebaut und war danach 31,23 Meter lang. 1973 kaufte die Reederei Riedel die Reederei Kurt Hinze samt dem Fahrgastschiff Rheinpfalz. Das Schiff wurde 2002 oder 2003 außer Dienst gestellt und durch die Spree-Comtess ersetzt, aber von Riedel in Halle an der Saale als Restaurantschiff und Büro weiter genutzt.
Die Rheinpfalz hatte ihren Liegeplatz in Halle am Riveufer. Im Jahr 2010 wurde das Schiff dort von Randalierern leicht beschädigt.
2016 wurde die Rheinpfalz, ebenso wie die Peißnitz, laut einem Zeitungsbericht nach Polen verkauft, nachdem Riedel Insolvenz angemeldet hatte. Es verblieben damals noch zwei Schiffe bei Riedel auf der Saale, die Elfe und die Stadt Halle.
Während die Peißnitz nach dem Verkauf 2016 nach Krakau überführt wurde, um dort unter dem Namen Patria weiter genutzt zu werden, wurde die Rheinpfalz offenbar nicht wie geplant aus Halle abgeholt.
Im Jahr 2025 lag das marode Schiff immer noch in Halle.

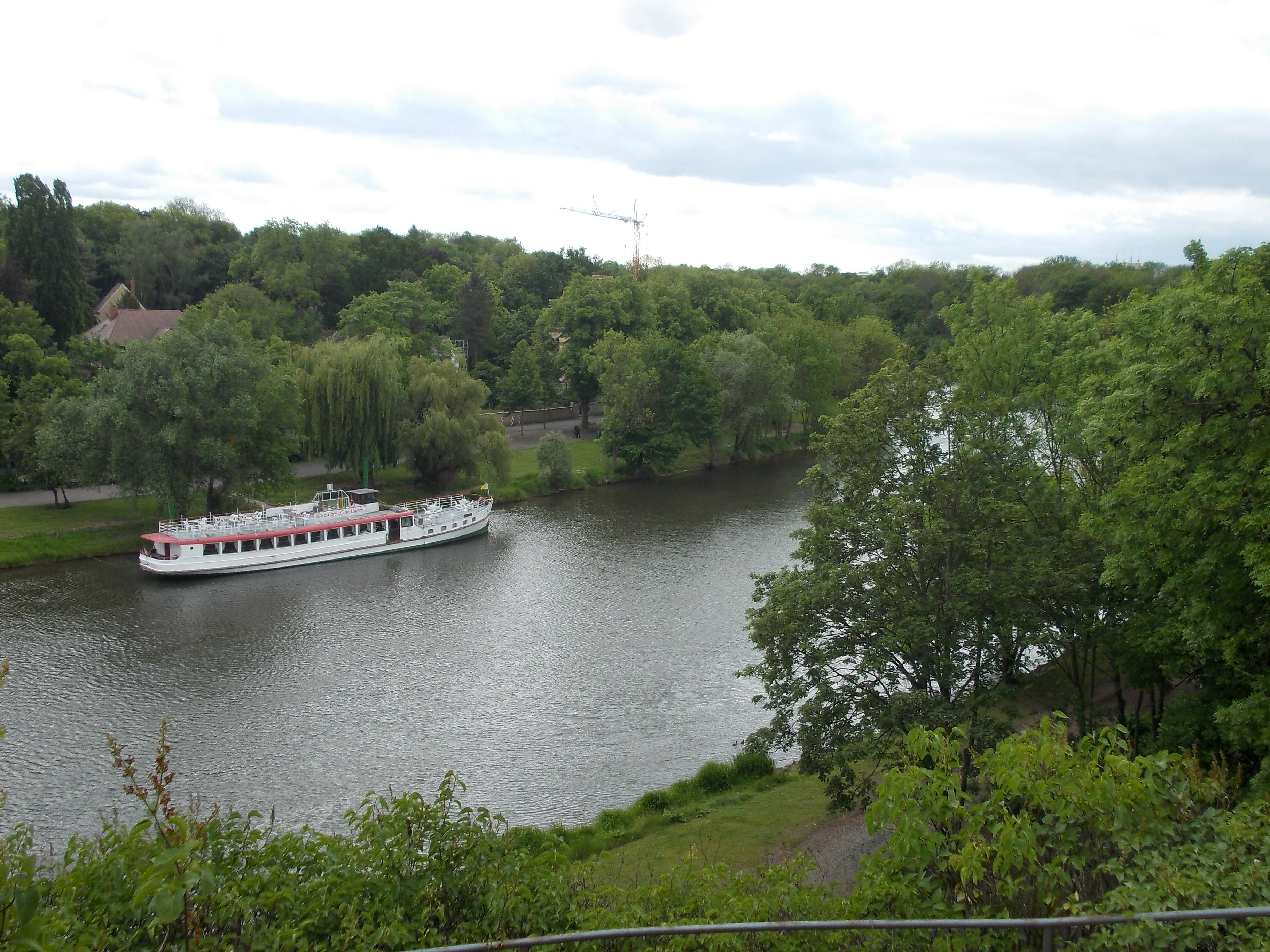
2014 als Restaurantschiff unterhalb der Burg Giebichenstein
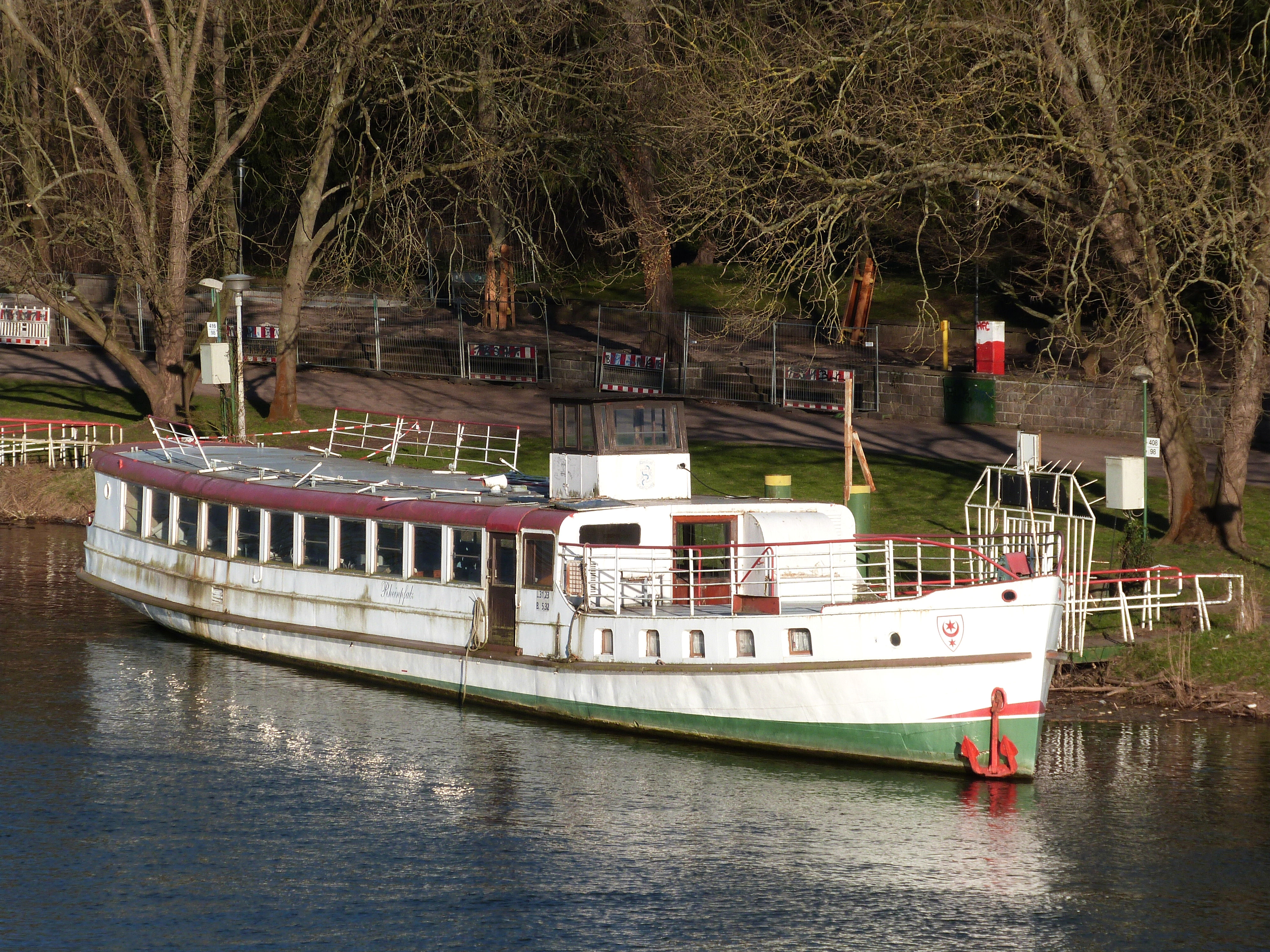
2018 noch mit intakten Fenstern
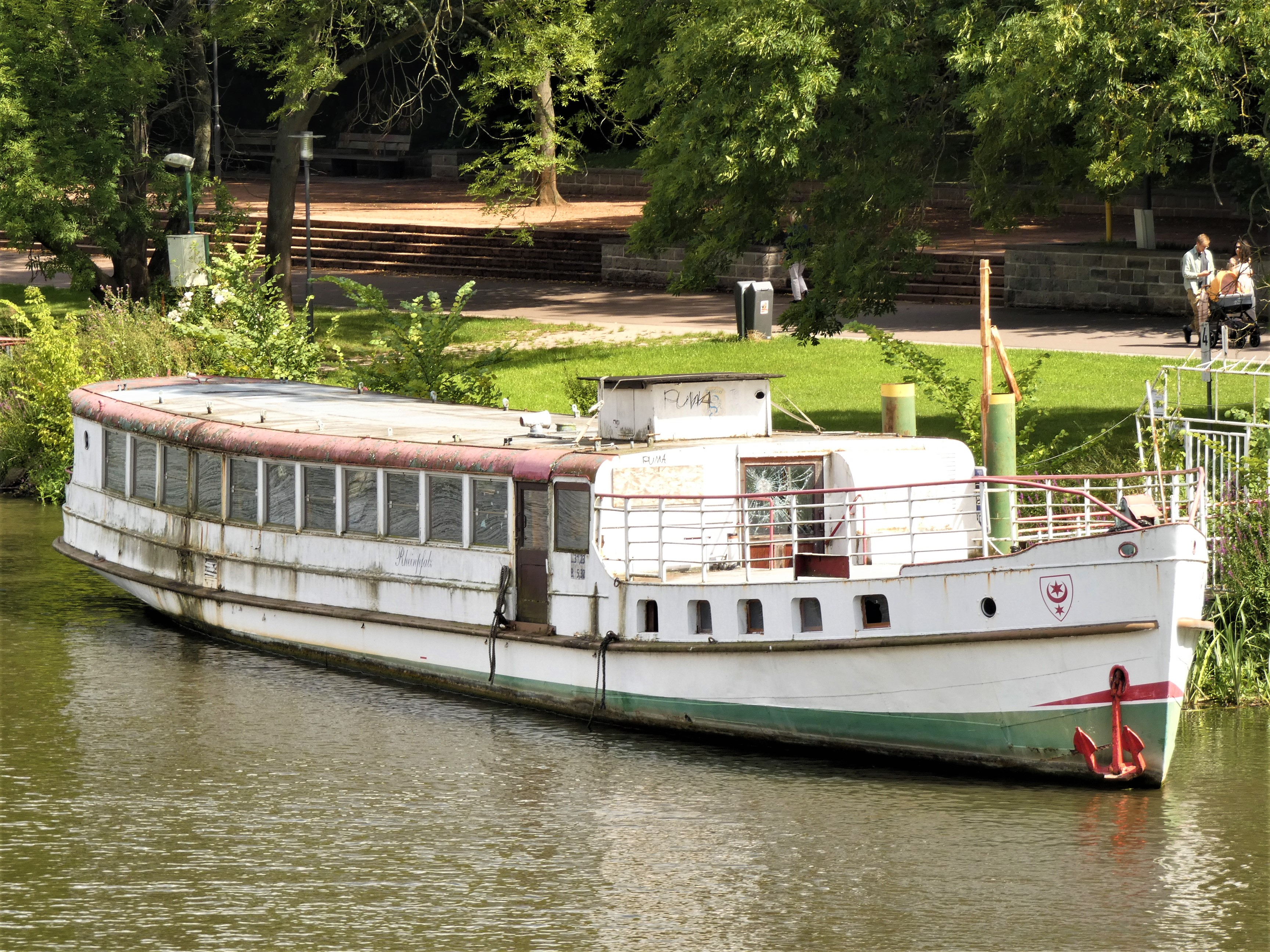
2021 …
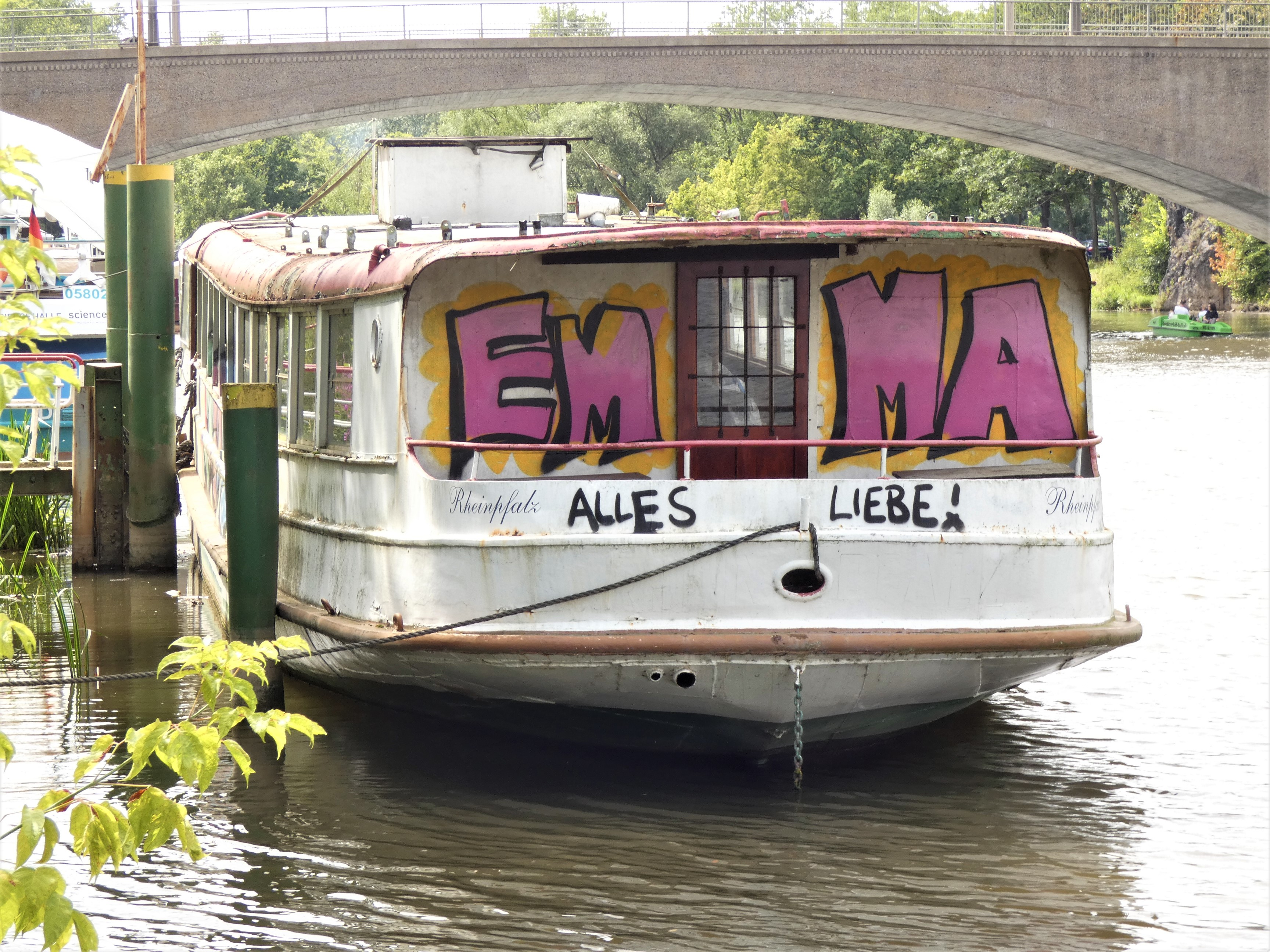
… mit deutlichen Vandalismusspuren